# Luhte (jezioro)
Luhte (est. Luhte järv) – jezioro w Estonii, w prowincji Võrumaa, w gminie Vastseliina. Należy do pojezierza Haanja (est. Hannja järved). Położone jest na północ od wsi Luhte. Ma powierzchnię 12,2ha linię brzegową o długości 3880 m. Znajdują się na niej dwie niewielkie wysepki. Sąsiaduje m.in. z jeziorami Andri, Leoski, Kirbu. Położone jest na terenie obszaru chronionego krajobrazu Haanja (est. Haanja looduspark).